# Symplocos sumuntia
Symplocos sumuntia är en tvåhjärtbladig växtart som beskrevs av Buch.-ham. och David Don. Symplocos sumuntia ingår i släktet Symplocos och familjen Symplocaceae. Utöver nominatformen finns också underarten S. s. modesta.

## Bildgalleri

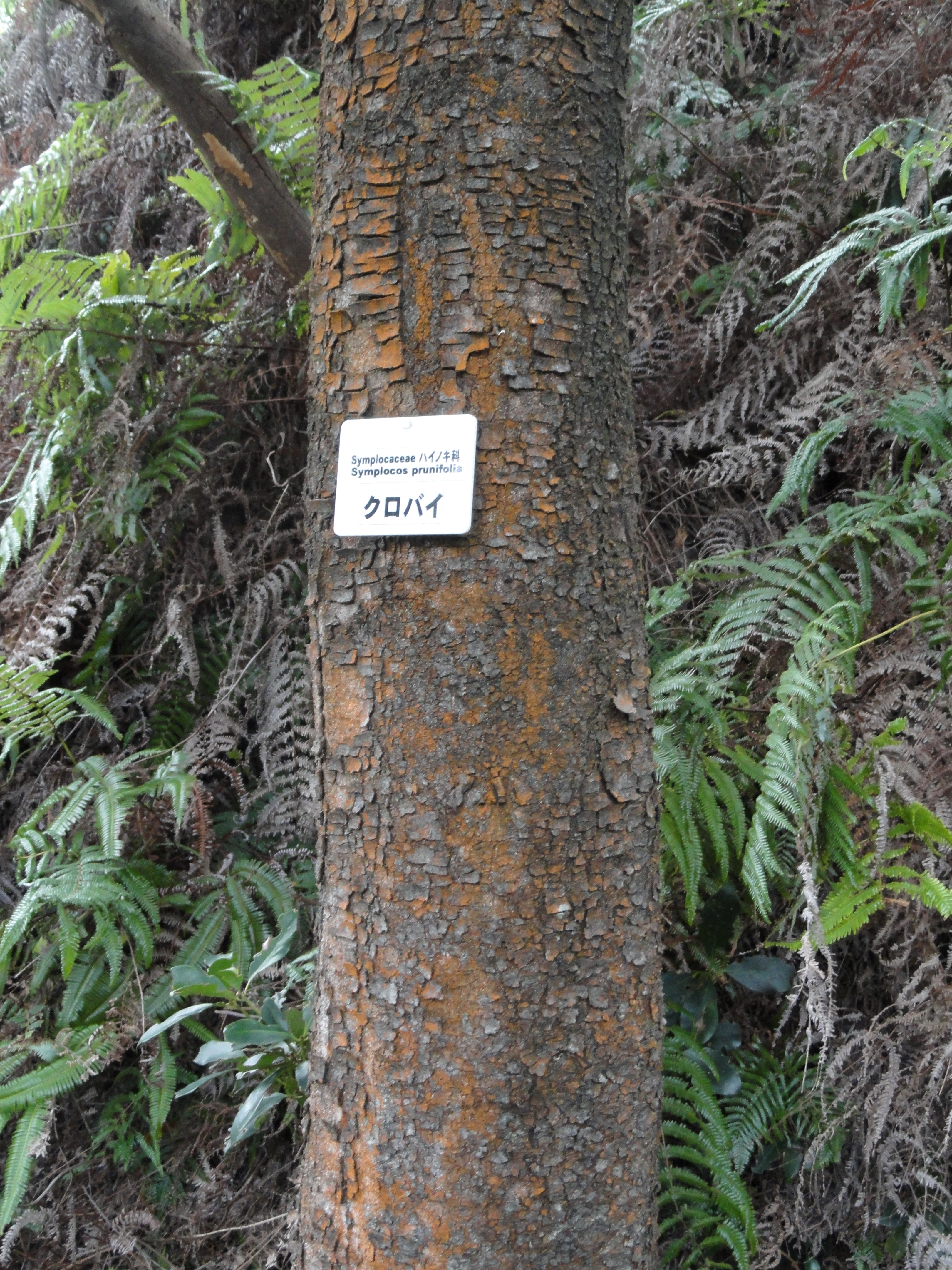
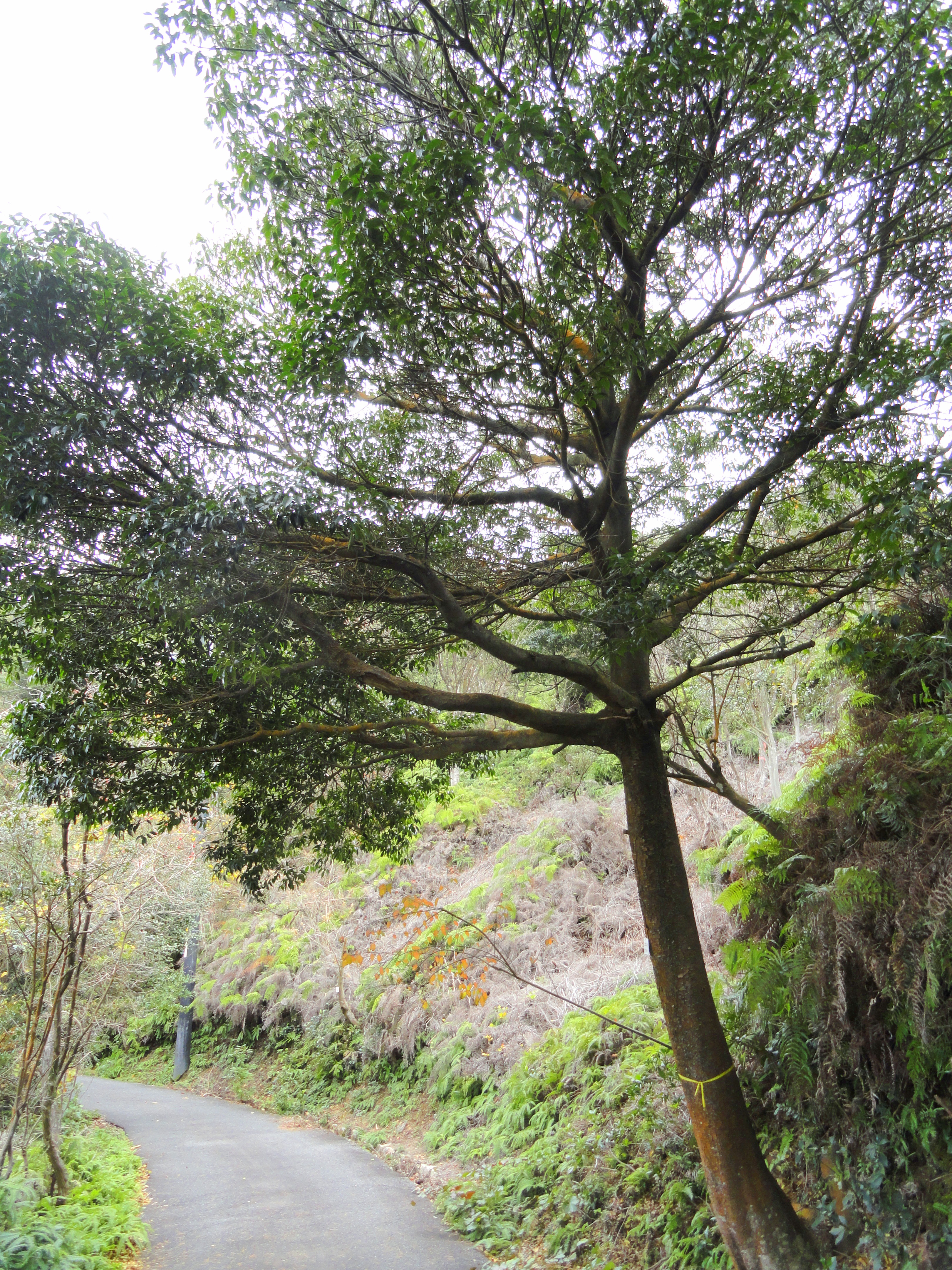